# Elina Born
Elina Born (* 29. Juni 1994 in Lehtse) ist eine estnische Sängerin. Zusammen mit Stig Rästa vertrat sie Estland beim Eurovision Song Contest 2015 in Wien.

## Leben
2012 wurde Elina Born in Estland durch die Teilnahme an der fünften Staffel von Eesti otsib superstaari, dem estnischen Pendant zu Deutschland sucht den Superstar, bekannt, wo sie den zweiten Platz belegte. Bereits im Jahr 2013 nahm sie zum ersten Mal am Eesti Laul, der estnischen Vorentscheidung zum Eurovision Song Contest, teil und wurde dabei mit dem Titel Enough Achte. Zusammen mit Stig Rästa und dem Titel Goodbye to Yesterday (dt.: Abschied von gestern) kehrte sie 2015 zum Eesti Laul zurück. Dabei wurde das Duo bereits vor dem Wettbewerb als Favorit auf den Sieg gesehen, teilweise sogar als Titelanwärter auf den ESC in Wien. Sie erreichten das Finale der Vorentscheidung am 21. Februar und konnten im Superfinale der letzten Drei mit 79 % der Stimmen das estnische Ticket für Wien gewinnen. Beim Contest in Wien erreichte das Duo im Finale den siebten Platz. 2017 nahm sie mit dem von Stig Rästa geschriebenen Song In or Out erneut am Eesti Laul teil und landete im Finale auf dem zehnten und damit letzten Platz.

## Diskografie

### Alben
- 2015: Elina Born

### Singles
- 2012: Enough
- 2013: Miss Calculation
- 2014: Mystery
- 2015: Goodbye to Yesterday (mit Stig Rästa)
- 2017: In or Out